# 水晶大樓
水晶大樓（西班牙語：Torre de Cristal）是一座位於西班牙馬德里四大樓商業區的一座摩天大樓，高249公尺，52層樓。水晶大樓於2008年完工，超越太空大樓成為西班牙第一高樓，並且是歐盟第四高樓。

## 歷史
水晶大樓由阿根廷建築師西薩·佩里設計，由ACS集團負責大樓的工程建造。該建築物於2004年開工建設，2009年12月4日竣工。大樓分為46層辦公樓及地下6層停車車，可容納約1250輛汽車。大樓擁有環境類A認證。其建築設有生物氣候牆系統，集成了室內通風、自動調節陽光控制並優化氣候參數和能源消耗。

## 建築
其建築外立面的總覆蓋面積使用了44,000平方公尺的玻璃。拆除了約90,000公尺立方米的泥土以清空地下室所在的區域。建築物使用的電纜超過250公里。
塔內設有法國植物學家帕特里克·布朗克所創造的綠色植生牆。

## 圖片

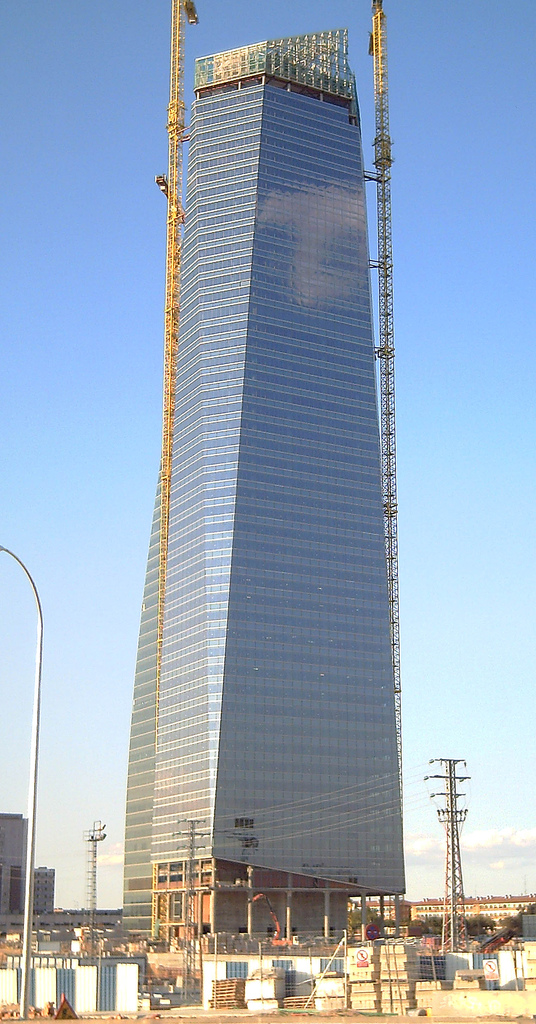
正在建設中的水晶大樓（2007年）
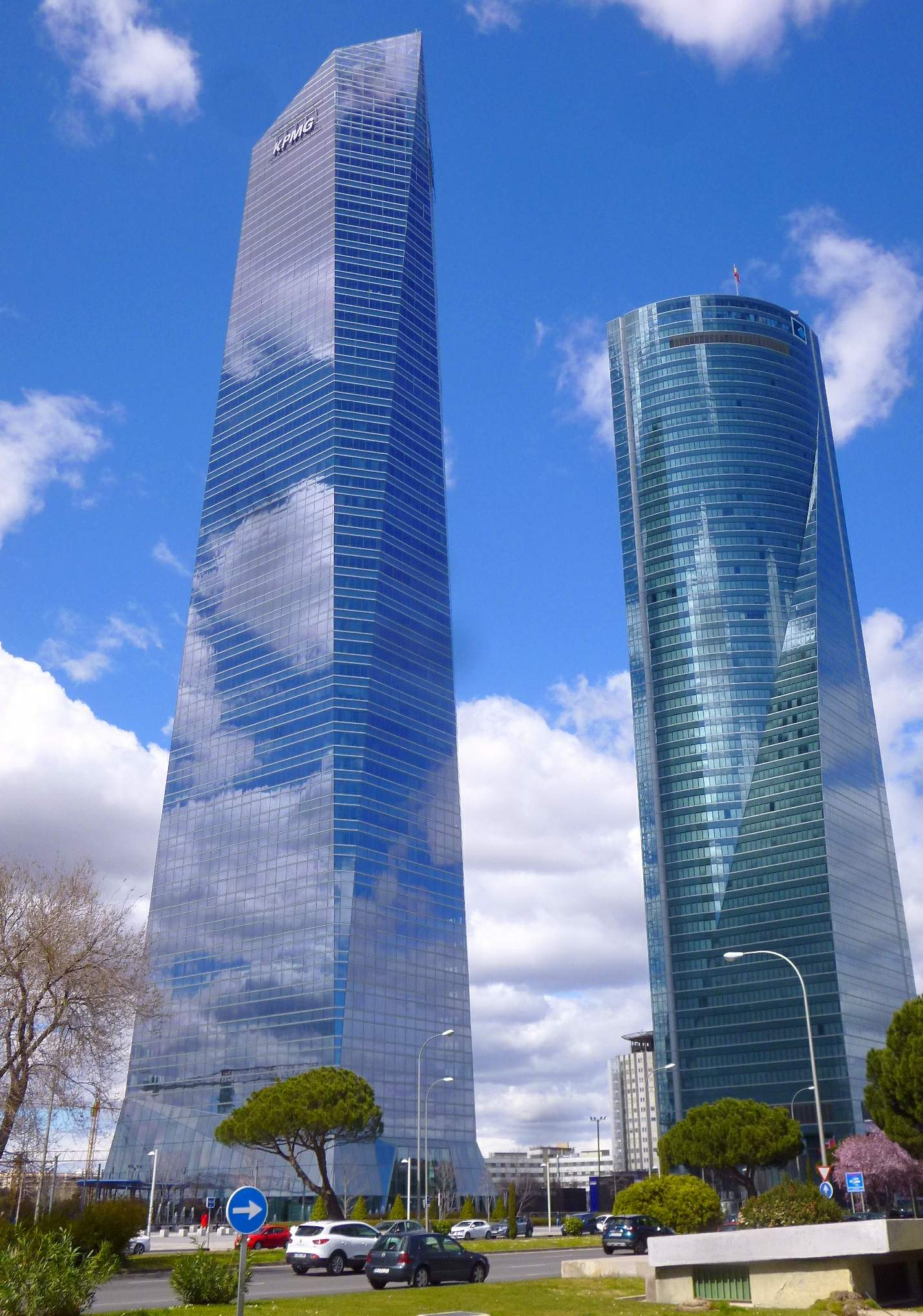
水晶大樓（左）與太空大樓（右）
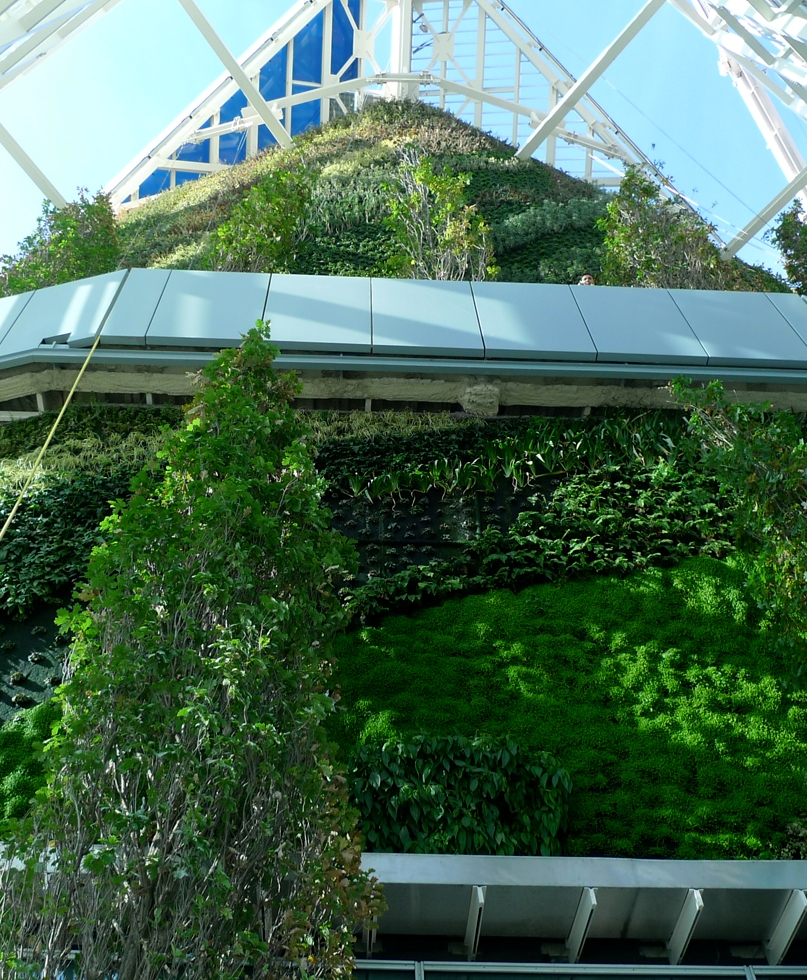
水晶大樓的綠色植生牆
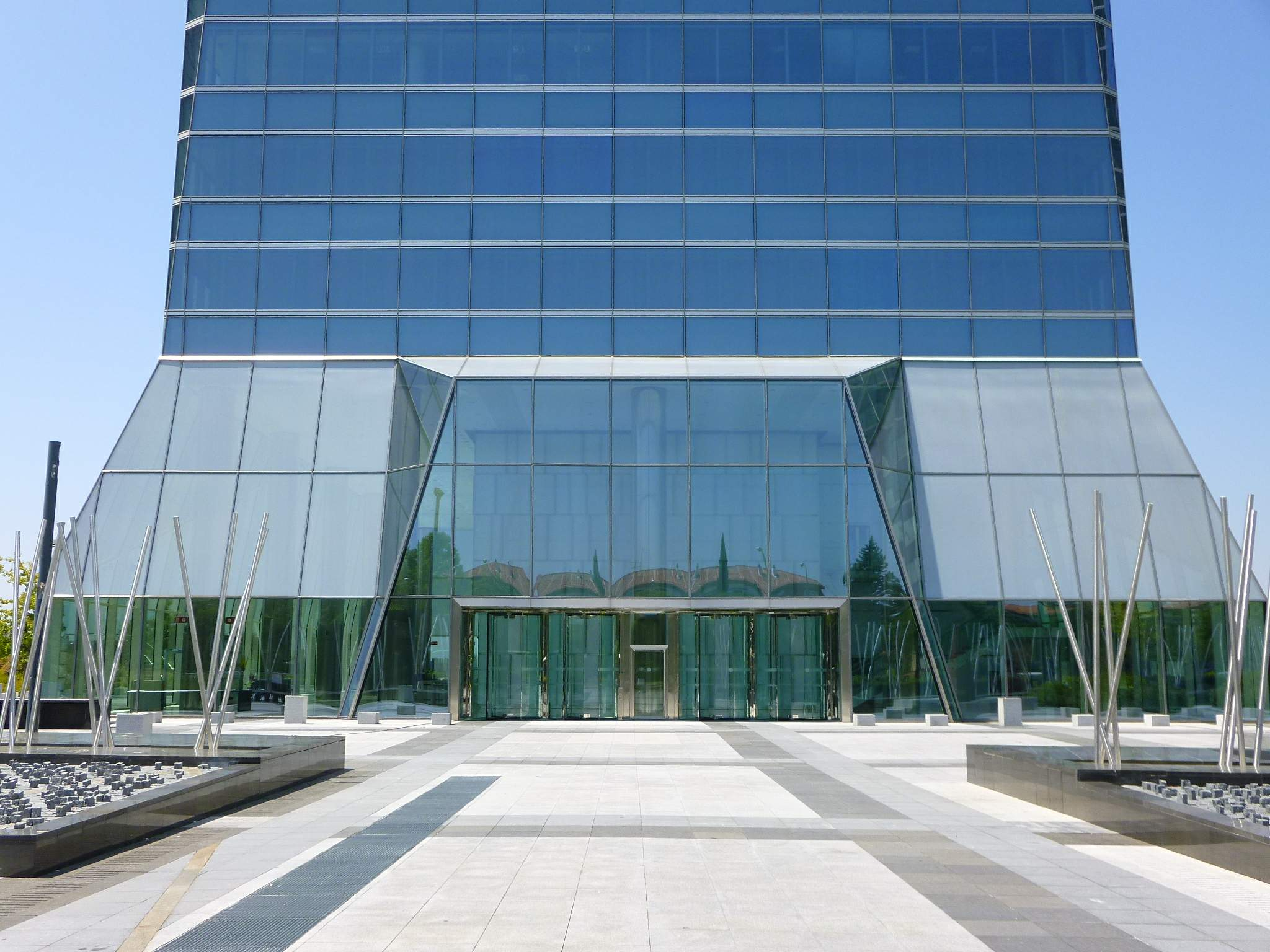
水晶大樓入口

## 外部連結
维基共享资源上的相關多媒體資源：水晶大樓